# エリック・ホグラン
エリック・ホグラン (Erik Sylvester Höglund, 1932年- 1998年) は、スウェーデンの彫刻家、画家、グラフィックアーティスト、ガラス工芸家。
ストックホルムのコンストファックで、装飾画、彫刻、版画を学んだ。1953年から1973年までボダグラスワークスのデザイナーを務め、その間、ガラス製品の外観に関する新しいアイデアを導入し、スウェーデンのアートガラス生産に変革をもたらした。彫刻、色彩、アースカラーの非対称デザインなど、彼のアプローチは海外市場でも成功した。ボダ時代には、松や鉄工、家具などの仕事も手がけていた。その後、プーケベリ、リンドシャマル、ステュディオグラス・シュトレンベルグシタンなど、他のガラス工房ともコラボレーションを行った。